# Михайловка (Джалал-Абадская область)
Михайловка (кирг. Михайловка) — село в Сузакском районе Джалал-Абадской области Кыргызстана. Административный центр Кегартского айылного аймака.

## География
Село расположено в юго-восточной части области, к югу от реки Кёгарт, на расстоянии приблизительно 31 километра (по прямой) к северо-востоку от села Сузак, административного центра района. Абсолютная высота — 1199 метров над уровнем моря.

## Население
Согласно оценочным данным Национального статистического комитета Кыргызской Республики, численность населения села на начало 2023 года составляла 6655 человек.
| год     | 2009 | 2014 | 2015 | 2020 | 2021 | 2023 |
| ------- | ---- | ---- | ---- | ---- | ---- | ---- |
| человек | 5055 | 5402 | 5459 | 6386 | 6488 | 6655 |